# Adin Falkoff
Adin D. Falkoff (Nova Jérsei, 19 de dezembro de 1921 — Pleasantville, 13 de agosto de 2010) foi um engenheiro e cientista da computação estadunidense.

## Publicações selecionadas
- Adin D. Falkoff, "Algorithms for Parallel-Search Memories". Journal of the ACM 9:4:488-511 (1962)
- Adin D. Falkoff, Kenneth E. Iverson, Edward H. Sussenguth Jr., "A Formal Description of SYSTEM/360". IBM Systems Journal 3:3:198-262 (1964)
- Falkoff, A.D., and K.E. Iverson, APL\360 User’s Manual, IBM Corporation, 1968-08. full text in PDF
- Falkoff, A.D., and K.E. Iverson, "The Design of APL", IBM Journal of Research and Development 17:4, 1973-07. full text in PDF
- Falkoff, A.D., and K.E. Iverson, "The Evolution of APL", ACM SIGPLAN Notices 13:8, 1978-08. full text in PDF
- Falkoff. A.D., and K.E. Iverson, A Source Book In APL, APL Press, 1981
- Falkoff, A.D., "The IBM Family of APL Systems", IBM Systems Journal 30:4, 1991-12. full text in PDF